# Ново село (община Новаци)
Вижте пояснителната страница за други значения на Ново село.
Ново село (на македонска литературна норма: Ново Село) е село в южната част на Северна Македония, община Новаци.

## География
Селото е разположено в източната част на Пелагонийското поле, източно от град Битоля между селата Рибарци и Гнеотино.